# Josiah Warren
Josiah Warren (Boston, 26 de junio de 1798-Boston, 14 de abril de 1874) fue un anarquista individualista, inventor y músico estadounidense del siglo XIX.

## Biografía
Nace en una tradicional y antigua burguesa familia de Nueva Inglaterra, en Boston en 1798. En 1826 participa junto a Robert Owen (1771-1858), socialista británico, en la colonia New Harmony, fundada el año anterior en Indiana por Owen, que fracasa. También participa en experiencias de Étienne Cabet. Viendo que estas experiencias no habían sido lo suficientemente satisfactorias, empezó a interesarse por tesis más individualistas, de tal manera que se le considera el padre de los anarcoindividualistas estadounidenses y uno de los primeros teóricos del anarquismo de mercado, cercano en cierto modo al mutualismo por  su principio del costo, si bien la teoría de Warren es más antigua. También es considerado por algunos autores como el primer anarquista moderno por ser un pensador y activista anterior a Proudhon, disputándole el lugar que tradicionalmente la historia política le asigna a este último. Warren llamó a sus ideas en distintos momentos comercio equitativo o conservadurismo americano.

Entre 1827 y 1830 desarrolla una iniciativa intentando poner en práctica sus teorías cooperativistas y el concepto de banco de tiempo, con la "Cincinnati Time Store".
Funda el primer periódico considerado anarquista, "The Peaceful Revolutionist", en Cincinnati, en 1833 y que tendrá corta vida. Al año siguiente él y un grupo de seguidores se instalan en el Estado de Ohio y fundan "Village of Equity" (La aldea de la Equidad), una comunidad experimental. A esta le sigue "Utopia", localizada en Cincinnati. En 1840 funda otra experiencia, la colonia "Tuscarawas", también en Ohio. En 1846 publica "Equitable Commerce", una de sus principales obras. 
Tiempos Modernos fue una colonia individualista que comenzó el 21 de marzo de 1851 sobre 750 acres (3 km²) de tierra en Long Island, Nueva York, por iniciativa de los anarquistas Josiah Warren y Stephen Pearl Andrews. Duró hasta casi el final de la década de 1880. También en Nueva York la asociación "Free Love", siendo sus máximos impulsores Warren y Henry Edger y en 1852 publica desde Boston "Practical Details in Equitable Commerce". 
En 1860 crea en Nueva York otra comuna, "Modern Times", que desapareció a causa de la Guerra de Secesión (1860-1865) estadounidense.
Muere en Boston en el año 1874.

## Obras
[1829] Plan of the Cincinnati Labor for Labor Store
[1833] Artículos en "The Peaceful Revolutionist"
[1842] Manifesto en línea - Traducción al español
[1846] Equitable Commerce en línea
[1852] Practical Details in Equitable Commerce
[1863] True Civilization en línea